# Total War: Three Kingdoms
Total War: Three Kingdoms is een computerspel ontwikkeld door Creative Assembly en gepubliceerd door Sega. Het spel werd uitgebracht op 23 mei 2019.

## Spel
Het spel speelt zich af in China in de periode van de Drie Koninkrijken. Het is het 13e spel uit de Total War-reeks van spellen, maar verschilt van de eerdere historische spellen in deze reeks. In tegenstelling tot de oudere spellen waar de personages maar pionnen waren in het grote geheel, gaat dit spel zich juist meer richten op de individuele personages. Men speelt het spel nu niet door een factie te kiezen waar mee gespeeld gaat worden, maar door een personage te kiezen uit 12 verschillende keuzes. Ieder personage zal zijn eigen speciale voor- en nadelen hebben. Er zijn bijvoorbeeld verschillende classificaties van personages zoals de Vanguard die goed is in een-op-eengevechten, of andere classificaties die juist meer gericht zijn op het bevorderen van de kwaliteit van de troepen onder hun gezag, of het verminderen van de kwaliteit van de troepen van de tegenstander. 

## Speelbare personages
- Cao Cao, het strategische meesterbrein. (Commander-klasse)
- Dong Zhou, de tiran. (Vanguard-klasse)
- Gongsun San, de ijzervuistige generaal. (Vanguard-klasse)
- Kong Rong, de meesterlijke geleerde. (Strategist-klasse)
- Liu Bei, de deugdzame idealist. (Commander-klasse)
- Liu Biao, de heer van de Han. (Commander-klasse)
- Ma Teng, de beschermheer van het westen. (Vanguard-klasse)
- Sun Jian, de tijger van Jiangdong. (Sentinel-klasse)
- Yuan Shao, de draak van de Yuan. (Commander-klasse)
- Yuan Shu, de ambitieuze krachthandelaar. (Commander-klasse)
- Zhang Yan, de koning van de zwarte berg. (Champion-klasse)
- Zheng Jiang, de bandietenkoningin. (Champion-klasse)